# 22162 Лесліджонсон
22162 Лесліджонсон (22162 Leslijohnson) — астероїд головного поясу, відкритий 29 листопада 2000 року.
Тіссеранів параметр щодо Юпітера — 3,416.